# Премия имени Д. С. Рождественского
Премия имени Д. С. Рождественского — премия, присуждаемая с 1971 года Отделением общей физики и астрономии АН СССР и Российской академией наук за выдающиеся работы в области оптики.

Премия названа в честь советского физика Д. С. Рождественского.

## Лауреаты премии
- 1971 — Николай Петрович Пенкин — За цикл работ по развитию и применению интерференционного метода Д. С. Рождественского
- 1971 — Алексей Михайлович Шухтин — За цикл работ по развитию и применению интерференционного метода Д. С. Рождественского
- 1974 — Евгений Борисович Александров — За цикл работ по интерференции атомных состояний
- 1977 — Сергей Леонидович Мандельштам — За цикл работ по спектроскопии высокоионизированных атомов
- 1980 — Сергей Эдуардович Фриш — За цикл работ по спектроскопии плазмы и исследованию происходящих в ней элементарных процессов
- 1983 — Альберт Федорович Сучков — За цикл работ «Теоретическая и экспериментальная разработка метода внутрирезонаторной лазерной спектроскопии»
- 1983 — Эдуард Алексеевич Свириденков — За цикл работ «Теоретическая и экспериментальная разработка метода внутрирезонаторной лазерной спектроскопии»
- 1986 — Сергей Глебович Раутиан — За серию работ «Исследования в области нелинейной спектроскопии»
- 1989 — Юрий Алексеевич Ананьев — За цикл работ «Резонаторы лазеров с малой расходимостью излучения»
- 1992 — Александр Александрович Каминский — За серию работ "Оптика и спектроскопия лазерных кристаллов
- 1995 — Валерий Васильевич Хромов — За цикл работ «Механизмы воздействия оптического излучения на системы взаимодействующих атомов»
- 1998 — Александр Иосифович Рыскин — За цикл работ «Метастабильные примесные центры в полупроводниках: квантовая химия, спектроскопия, фотохимия, оптическая запись информации»
- 1998 — Даниил Евгеньевич Онопко — За цикл работ «Метастабильные примесные центры в полупроводниках: квантовая химия, спектроскопия, фотохимия, оптическая запись информации»
- 1998 — Александр Сергеевич Шеулин — За цикл работ «Метастабильные примесные центры в полупроводниках: квантовая химия, спектроскопия, фотохимия, оптическая запись информации»
- 2001 — Виктор Иванович Балыкин — За цикл работ «Лазерное охлаждение и пленение атомов»
- 2001 — Владилен Степанович Летохов — За цикл работ «Лазерное охлаждение и пленение атомов»
- 2001 — Владимир Георгиевич Миногин — За цикл работ «Лазерное охлаждение и пленение атомов»
- 2004 — Юрий Григорьевич Вайнер — За цикл работ «Спектроскопия одиночных молекул и локальная динамика аморфных сред»
- 2004 — Игорь Сергеевич Осадько — За цикл работ «Спектроскопия одиночных молекул и локальная динамика аморфных сред»
- 2007 — Николай Николаевич Розанов — За цикл работ «Пространственный гистерезис, волны переключения и автосолитоны в нелинейно-оптических и лазерных системах»
- 2010 — Александр Григорьевич Лучинин — За цикл работ «Теория инструментального видения подводных объектов»
- 2010 — Лев Сергеевич Долин — За цикл работ «Теория инструментального видения подводных объектов»
- 2010 — Иосиф Маркович Левин — За цикл работ «Теория инструментального видения подводных объектов»
- 2013 — Александр Александрович Каплянский — За цикл работ «Спектроскопические исследования структуры примесных центров и электронных процессов в диэлектриках, содержащих ионы редких земель и переходных металлов»
- 2013 — Александр Кириллович Пржевуский — За цикл работ «Спектроскопические исследования структуры примесных центров и электронных процессов в диэлектриках, содержащих ионы редких земель и переходных металлов»
- 2013 — Сергей Петрович Феофилов — За цикл работ «Спектроскопические исследования структуры примесных центров и электронных процессов в диэлектриках, содержащих ионы редких земель и переходных металлов»
- 2016 — Валерий Сергеевич Запасский — за цикл работ «Лазерная спектроскопия спиновых шумов»
- 2019 — Борис Залманович Малкин — за цикл работ «Спектроскопия высокого разрешения кристаллов, содержащих редкоземельные ионы»
- 2019 — Марина Николаевна Попова — за цикл работ «Спектроскопия высокого разрешения кристаллов, содержащих редкоземельные ионы»
- 2022  —  Вершовский, Антон Константинович  — за цикл работ «Методы возбуждения оптически детектируемого магнитного резонанса в азотно-вакансионных центрах окраски в алмазе»
- 2022  —  Дмитриев, Александр Константинович — за цикл работ «Методы возбуждения оптически детектируемого магнитного резонанса в азотно-вакансионных центрах окраски в алмазе»